# Iwan Alexandrowitsch Lekomzew
Iwan Alexandrowitsch Lekomzew (russisch Иван Александрович Лекомцев; * 19. Juli 1985 in Glasow, Russische SFSR) ist ein russischer Eishockeyspieler, der seit Juli 2018 bei Sewerstal Tscherepowez in der Kontinentalen Hockey-Liga unter Vertrag steht.

## Karriere
Iwan Lekomzew begann seine Karriere als Eishockeyspieler in seiner Heimatstadt in der Nachwuchsabteilung von Progress Glasow. Von dort aus wechselte der Verteidiger zu Ischstal Ischewsk, für dessen Profimannschaft er von 2003 bis 2006 in der Wysschaja Liga, der zweiten russischen Spielklasse, aktiv war. Die Saison 2006/07 verbrachte er beim HK Junost Minsk, für den er allerdings nur zu zwei Einsätzen in der belarussischen Extraliga kam, während er die gesamte restliche Spielzeit bei deren Farmteam Junior Minsk in der zweiten belarussischen Spielklasse verbrachte. 
Die Saison 2007/08 verbrachte Lekomzew bei Neftechimik Nischnekamsk in der russischen Superliga. Dort konnte er sich mit drei Scorerpunkten in 32 Spielen allerdings nicht durchsetzen, woraufhin er die folgende Spielzeit beim Zweitligisten Awtomobilist Jekaterinburg begann. Dort erzielte er in 38 Spielen zwölf Tore und gab elf Vorlagen, ehe er gegen Ende der Saison vom HK Lada Toljatti aus der neu gegründeten Kontinentalen Hockey-Liga verpflichtet wurde. 
Nachdem Lekomzew auch die Saison 2009/10 bei Lada Toljatti verbracht hatte, wechselte er zur folgenden Spielzeit innerhalb der KHL zum Aufsteiger HK Jugra Chanty-Mansijsk. Mit diesem scheiterte er anschließend in der ersten Playoff-Runde um den Gagarin-Pokal mit 2:4 Siegen am HK Metallurg Magnitogorsk.
Ab Dezember 2012 stand Lekomzew beim HK Sibir Nowosibirsk unter Vertrag und absolvierte für diesen bis zum Ende der Saison 2013/14 über 70 KHL-Partien. Anschließend wurde er im Mai 2014 von Salawat Julajew Ufa verpflichtet. Bei Salawat kam er nicht über die Rolle eines Ergänzungsspieler hinaus und wurde daher im September 2015 im Tausch gegen Maxim Gontscharow an den HK Awangard Omsk abgegeben.

## KHL-Statistik
(Stand: Ende der Saison 2018/19)